# Sloane Stephens
Sloane Stephens, född 20 mars 1993, är en amerikansk professionell tennisspelare. Hon vann sin första Grand Slam-titel i september 2017 efter seger i US Open; i finalen besegrade hon landsmaninnan Madison Keys.
Sloane Stephens spelade sin andra Grand Slamfinal under franska öppna mästerskapen 2018. Där mötte hon Simone Halep. Förlusten med 6-3, 4-6, 1-6 var Sloanes första förlust i en final under seniortiden.[källa behövs]
Stephens deltog vid olympiska sommarspelen 2016.
Stephens tränare är nederländske tennisspelaren Sven Groeneveld.